# Indicator (scheikunde)
Een indicator is een stof waarmee men kan aantonen dat een bepaalde andere stof aanwezig is. Een voorbeeld hiervan is jodium, wanneer jodium in aanraking komt met zetmeel zal de oplossing donkerblauw verkleuren. Verder is kalkwater een indicator voor koolzuurgas (koolstofdioxide), kalkwater wordt troebel bij aanwezigheid van het gas. Rodekool(sap) is een natuurlijke indicator voor zure stoffen, de rodekool verkleurt felrood bij aanwezigheid van zuur. Dit laatste verschijnsel is een van de redenen van de populariteit van rodekool met (zure) appeltjes. De stof luminol is bekend uit vele misdaadseries als indicator voor de aanwezigheid van bloed.
Indicatoren kunnen op veel verschillende manieren worden ingezet in de scheikunde, maar hebben altijd als doel om de aan- of afwezigheid van een bepaalde stof (of groep stoffen) aan te tonen.